# Symphoromyia plumbea
Symphoromyia plumbea är en tvåvingeart som beskrevs av Aldrich 1915. Symphoromyia plumbea ingår i släktet Symphoromyia och familjen snäppflugor. Inga underarter finns listade i Catalogue of Life.